# Adolfo Gonzales Chaves

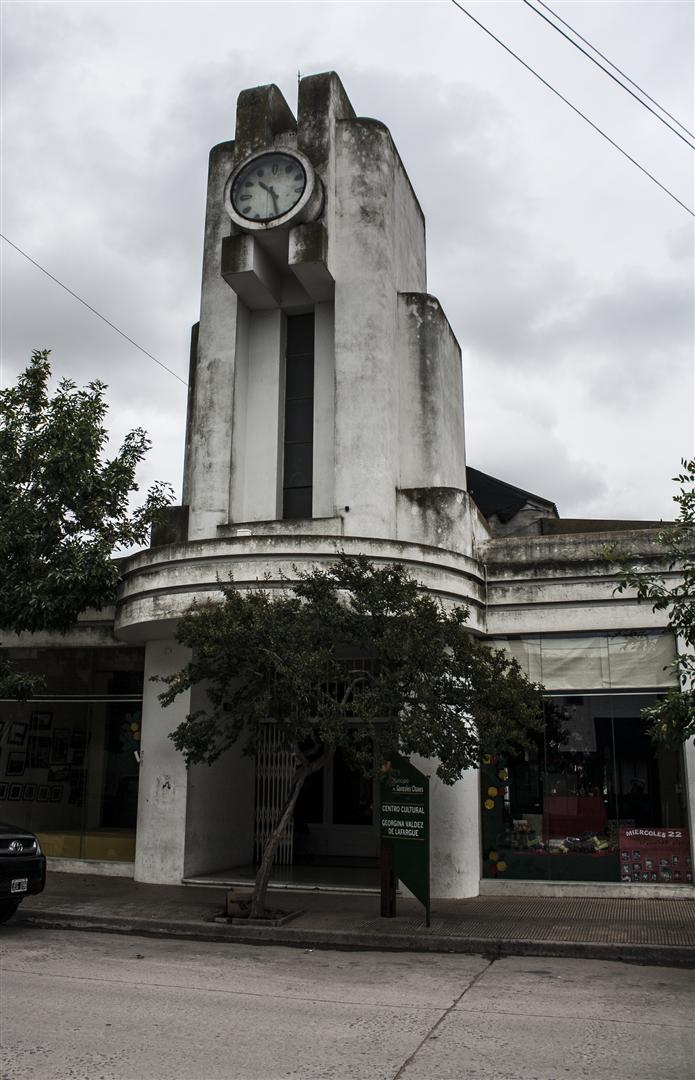
Centro Cultural, ex Mercado Municipal.

Adolfo Gonzales Chaves (coloquialmente Chaves) es la ciudad cabecera del partido homónimo, en la provincia de Buenos Aires (Argentina). Se ubica al sur de la provincia.

## Historia
La Estación Adolfo Gonzales Chaves se inauguró el 2 de abril de 1886 con la habilitación del ramal de ferrocarril entre Tandil y Tres Arroyos, en tierras de esta localidad y en el límite con el partido de Benito Juárez. El 20 de junio de 1906 se fundó oficialmente el pueblo con tierras donadas por Adolfo Gonzales Chaves (1828-1887), hacendado y político. El 10 de agosto de 1916 se creó el partido, a través de una Ley Provincial promulgada el día 22 de agosto por el gobernador Marcelino Ugarte. Se tomaron tierras de los partidos de Benito Juárez, Tres Arroyos y Necochea. En 1958 el partido cedió tierras en beneficio de San Cayetano. El 28 de octubre de 1960, la localidad de Adolfo Gonzales Chaves fue declarada ciudad.
Desde la vuelta de la democracia en 1983 han gobernado el distrito los siguientes intendentes: José Luis Vissani (10 de diciembre de 1983 a 20 de mayo de 1985, falleció en el cargo), Aldo Osmar Posse (20 de mayo de 1985 a 10 de diciembre de 1991; elegido en septiembre de 1987), Elba Nelly Álvarez (10 de diciembre de 1991 a 10 de diciembre de 1995), Carlos Américo González (10 de diciembre de 1995 a 10 de diciembre de 2003, dos mandatos), Daniel Vissani (10 de diciembre de 2003 a 10 de diciembre de 2011, dos mandatos), José Alberto Martínez (10 de diciembre de 2011 a 10 de diciembre de 2015), Eduardo Marcelo Santillán (10 de diciembre de 2015 al 10 de diciembre de 2023, Miriam Lucía Gómez (10 de diciembre de 2023 a la actualidad).

## Demografía

### Población
Cuenta con 9,066 habitantes (Indec, 2010), lo que representa un incremento del 5,3% frente a los 8,613 habitantes (Indec, 2001) del censo anterior.
| Gráfica de evolución demográfica de Adolfo Gonzales Chaves entre 1914 y 2010 |
|                                                                              |
| [ 1 ] [ 2 ] [ 3 ] [ 4 ] [ 5 ]                                                |

## Comunicación vial
Las siguientes rutas atraviesan la ciudad:
- Ruta Nacional 3
- Ruta Provincial 75

## Educación
La oferta educativa cubre los niveles preescolar, primario, medio y terciario y específicos, como la educación especial, a través de las siguientes instituciones: Centro de Educación Complementario, Centro de Educación Física, Centro de Formación Profesional, Escuela Municipal de Artes Plásticas y el Hogar Agrícola.

## Sitios de interés[6]

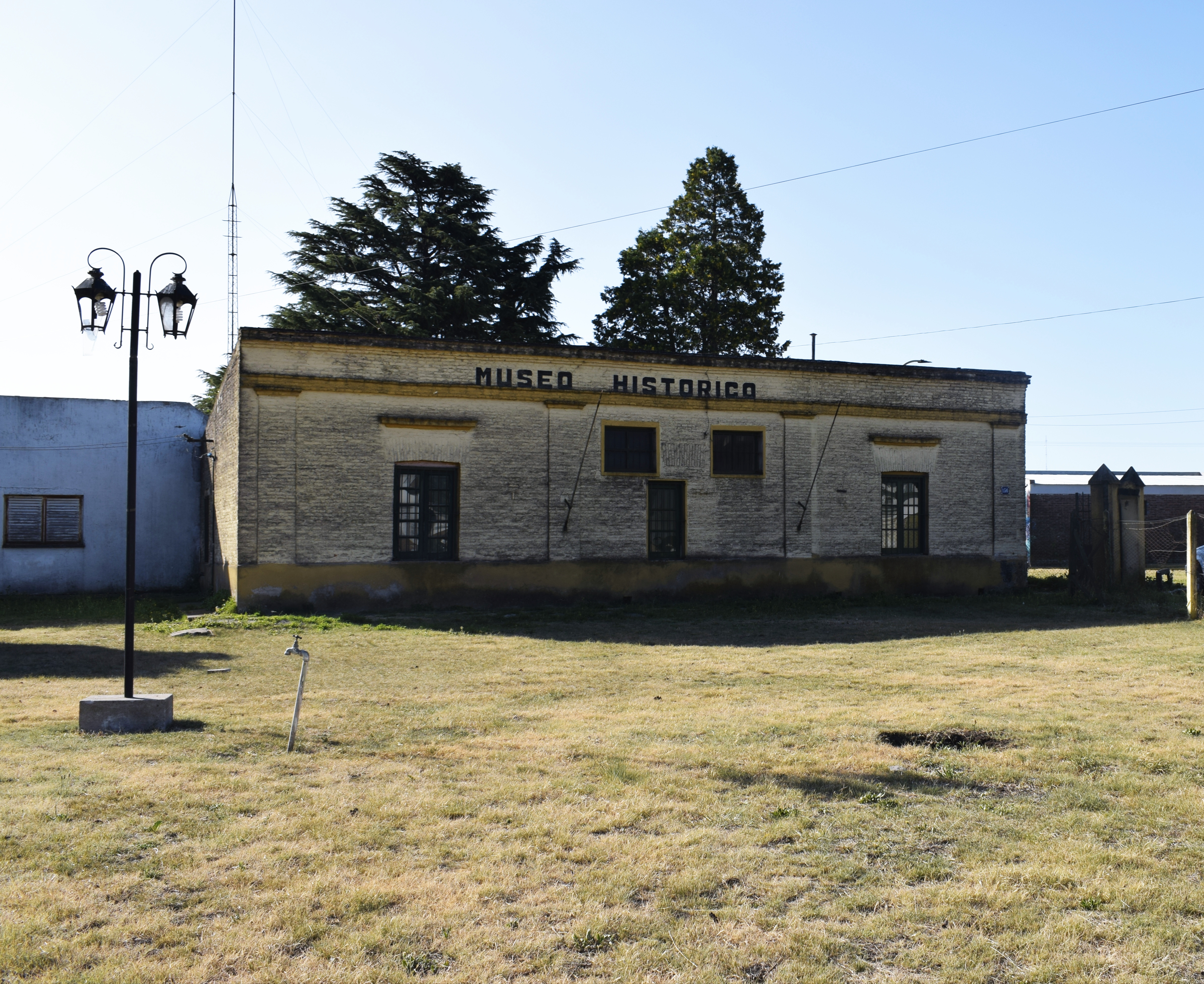
Museo Histórico privado "Adolfo Gonzáles Chaves"

- Museo Histórico Privado "Adolfo Gonzales Chaves". Inaugurado el 17 de agosto de 1974, exhibe documentación sobre la fundación del Partido, objetos históricos, prendas, inmobiliario de época y testimonios de la familia Gonzales Chaves.
- Museo Municipal de Artes Plásticas "Benito Quinquela Martin": Fundado el 16 de octubre de 1971, allí se exponen pinturas y esculturas de artistas plásticos nacionales, regionales y locales.
- Parroquia de la "Inmaculada Concepción".
- Museo y fábrica de productos lácteos “La Chavense”. Ubicada en el km 240 de la Ruta Nacional N.º 3, “La Chavense” fue inaugurada en el año 1945. Cuenta con salón de venta al público, forestación y un camino de acceso de acceso gratuito al público en el cual se puede ver maquinaria agrícola y antigüedades que conforma el Museo de “La Chavense”.
- Sociedad Española de Socorros Mutuos. Aun conserva su infraestructura y lleva adelante proyectos de remodelación y mantenimiento. Desarrolla propuestas abiertas a la comunidad mediante talleres y cuenta con un espacio de proyección de películas, el Cine Ar “Sala Coliseo” y de una sala de teatro.

## Deportes y recreación
Club de Planeadores Otto Ballod, Club de Pelota, Independencia, Huracán Ciclista, San Martín, Club de Pesca y Caza.

## Turismo

### Capital Nacional del Vuelo a Vela
La localidad es conocida por ser Capital Nacional del Vuelo a Vela. El "Club de planeadores "Otto Ballod" ha sido anfitrión de campeonatos nacionales, sudamericanos, panamericanos y un mundial.

## Personalidades destacadas
- Agustín Auzmendi, futbolista de paso destacado por Club Atlético Acassuso, Honduras y Godoy Cruz Antonio Tomba.
- Rodrigo Auzmendi, futbolista de paso destacado por Honduras y Club Atlético Banfield.

### Circuito arquitecto Francisco Salamone
Una propuesta para recorrer las rutas de la provincia de Buenos Aires es hacerlo siguiendo las obras del ingeniero y arquitecto Francisco Salamone, quien dejó plasmado su obra en una veintena de municipios. 
Este pequeño viaje, incluye localidades con construcciones que expresan el estilo Art-decó, futurista y monumental de este creador de grandilocuentes edificios que conservan rasgos de ineludible valor patrimonial y cultural, más allá del paso del tiempo. Resulta un lugar ideal para los amantes de la fotografía. Otras obras de Salamone pueden encontrarse en las localidades de Balcarce, Rauch, Gonzales Chaves, Salliqueló, Tres Arroyos, Azul, Chillar, Cacharí, Alberti, Vedia, Laprida, Lobería, Pellegrini y Tres Lomas. En Chaves se encuentran tres monumentos de Salamone: El palacio Municipal, el Mercado y el Frigorífico o matadero (municipal)

### Parque Comunitario Tantanakuy
El parque Tantanakuy que fue fundado en 1999 por la Asociación Amigos de la Naturaleza. Este espacio natural ofrece a la comunidad un entorno ideal para la recreación y el ejercicio. Cuenta con una senda aeróbica de 850 metros, diseñada para caminatas y carreras, la cual esta equipada con estaciones de entrenamiento para todos los niveles. Además, cuenta con un playón para practicar diversos deportes, una cancha de fútbol y juegos infantiles.
Para recreación encontramos:
- Estancia Los Abuelos,
- Estancia Santa Ángela
- Laguna El Balde: a 14 km de la Garma, 60 ha
- Laguna San Pablo: a 15 km de Chaves, se accede por RP 75
- Laguna El Pingüino: a 6 km de Chaves, se accede por RP 75
- Club de Planeadores Otto Ballod: vuelos de bautismo, campin, pileta, canchas de tenis. A menudo en enero se efectúa el Campeonato Nacional de Vuelo a Vela[10]